# Fernando Garrido Velasco
Fernando Garrido (Madrid, 1958) es un Montañero español. Destaca por haber conseguido el récord mundial de permanencia en solitario en altura.

## Biografía
Hijo de Rafael Garrido Gil, gobernador militar de Guipúzcoa, y de Daniela Velasco Domínguez de Vidaurrieta, y hermano de Daniel, asesinados por la banda terrorista ETA en San Sebastián en 1986.

## Récord de permanencia
Fernando Garrido alcanzó su hito más importante como montañero el 1 de marzo de 1986, tras pasar 62 días y 62 noches en la cima de la Aconcagua, a 6.959 metros de altitud.

## Trayectoria
Entre los hitos más destacables del alpinista Fernando Garrido, se encuentran:
- 1985 - Ascensión al Aconcagua (6959 m) y permanencia durante dos meses solo en su cima, estableciendo el récord mundial de permanencia en altura (62 días seguidos, 66 en total).[2] Sucediendo en este récord al alpinista francés René Ghillini, compañero de expediciones del médico y alpinista francés Nicolas Jaeger, que tenía una marca de permanencia en altura de 60 días en la cumbre del Huascarán Sur.
- 1987 - Ascensión al monte Everest (8848 m) por la ruta del corredor Hombeim, hasta 8700 m.
- 1988 - Ascensión al Cho-Oyu (8201 m) en invierno y sin ayuda, en lo que fue la primera ascensión mundial en solitario y en invierno a un ocho mil.[3]
- Entre 1989 y 1990 - Recorrió a pie los 5000 km de la cordillera del Himalaya.
- 1993 - Intento de ascensión al Everest, en invierno en solitario, llegando hasta los 7800 m.
- 1996 - Ascensión al Shisha Pangma (8008 m) por su cara Norte.
- 2010 - Aprende a tocar la guitarra con los pies.
- 2024- Da una charla en Maristas Pamplona